# Rockmonster
Rockmonster var en svensk indierockgrupp, bildad 1999 i Stockholm av Fredrik Wennerlund (också i Honey Is Cool), Johan Skugge (också i Yvonne) och Martin Thomasson.
Gruppen debuterade med det självbetitlade albumet Rockmonster, utgivet 2000 på Rabid Records. Skivan mottogs väl. Uppföljaren Interrupter utgavs året efter, denna gången på skivbolaget EMI.

## Medlemmar
- Fredrik Wennerlund - trummor, slagverk
- Johan Skugge - gitarr, keyboards, bakgrundssång
- Martin Thomasson - gitarr, sång

## Diskografi
Album
- 2000 - Rockmonster (Rabid Records)
- 2001 - Interrupter (EMI)

Singlar
- 2001 - Random Love Generator (b-sida: Verstärker, promotionsingel, EMI)